# Осада Чернигова (1152)
Осада Чернигова Юрием Долгоруким — неудачная попытка Юрия Долгорукого нанести поражение одному из своих противников в междоусобной войне. Ответные действия Изяслава Мстиславича киевского привели, напротив, к поражению одного из двух главных союзников Юрия на юге, Святослава Ольговича новгород-северского.

## Ход событий
В результате решающего поражения в борьбе за киевский престол Юрий лишился Переяславля, а затем и своего последнего владения на юге — Городца.
Юрий вместе с муромо-рязанскими князьями двинулся на Чернигов. Владимир Володаревич галицкий двинулся было на Киев, тем самым заставив Изяслава Мстиславича двинуться ему навстречу, но вернулся домой, избежав столкновения. Святослав Ольгович до подхода союзников отказывался покидать Новгород-Северский и выступать на Чернигов. Когда потенциальная опасность для Смоленска от движущегося на юг войска Юрия миновала, Ростислав Мстиславич, обгоняя его, прибыл в Любеч, а оттуда вместе со Святославом Всеволодовичем пришёл в Чернигов на помощь Изяславу Давыдовичу, вместе с ним сев в осаду. Изяслав Мстиславич со своим соправителем Вячеславом Владимировичем занял позицию на правом берегу Днепра у Ольжичей. Юрий Долгорукий стал лагерем близ Гуричева, северного форпоста Чернигова.
По маршруту Ольгов-Мценск-Спаш-Глухов-Гуричев, разорив вятичские владения черниговского князя, к Юрию пришли половецкие союзники со всего междуречья Днепра и Волги.
В ходе штурма Чернигова пал острог, защитники отошли в детинец. С целью поднять моральный дух войск, в бою с осуществившими вылазку пешими черниговцами лично участвовал сын Юрия Андрей. Черниговцы были разбиты и больше вылазок не предпринимали.
Тогда Изяслав киевский перешёл Днепр и двинулся к Чернигову. Половцы уклонились от дальнейшего участия в войне и ушли через Путивль в степи. Юрий снял осаду Чернигова и отступил в Новгород-Северское княжество. После обвинений со стороны Святослава в ущербе хозяйству княжества от постоя войск оставил ему в помощь своего сына Василька с частью дружины, а сам вернулся в Суздаль.
Неудачная осада Чернигова сделала возможным наступление Изяслава Мстиславича на союзников Юрия на юге.